# Верх-Катавское сельское поселение
Верх-Ката́вское се́льское поселе́ние — муниципальное образование в Катав-Ивановском районе Челябинской области Российской Федерации. В рамках административно-территориального устройства муниципальное образование  соответствует административно-территориальной единице Верх-Катавский сельсовет.
Административный центр — село Верх-Катавка.

## История
Статус и границы сельского поселения установлены Законом Челябинской области от 9 июля 2004 года № 241-ЗО «О статусе и границах Катав-Ивановского муниципального района, городских и сельских поселений в его составе»

### Главы поселения
| Годы       | Ф. И. О. главы                    | Источник |
| ---------- | --------------------------------- | -------- |
| 2005—2017  | Суроваткина Тамара Васильевна     | [ 4 ]    |
| 2017       | врио Шавелкина Юрия Станиславовна | [ 5 ]    |
| 2017—2019  | Макушев Дмитрий Евгеньевич        | [ 6 ]    |
| 2019—н. в. | Макушева Ирина Николаевна         | [ 7 ]    |

## Население
| 2002 | 2010 | 2011 | 2012 | 2013 | 2014 | 2015 |
| ---- | ---- | ---- | ---- | ---- | ---- | ---- |
| 343  | ↘273 | →273 | ↘265 | ↘245 | ↘237 | ↘233 |
| 2016 | 2017 | 2018 | 2019 | 2020 | 2021 |      |
| ↘219 | ↘213 | ↘212 | →212 | ↘201 | ↘161 |      |

## Состав
| № | Населённый пункт | Тип населённого пункта       | Население |
| - | ---------------- | ---------------------------- | --------- |
| 1 | Верх-Катавка     | село, административный центр | ↘161      |